# Ixora endertii
Ixora endertii är en måreväxtart som beskrevs av Cornelis Eliza Bertus Bremekamp. Ixora endertii ingår i släktet Ixora och familjen måreväxter. Inga underarter finns listade i Catalogue of Life.